# De tijmtrotter
De tijmtrotter is een  stripverhaal uit de reeks van Jerom, uitgegeven door de Standaard Uitgeverij in 1982.

## Locaties
- Moratori, Tibet

## Personages
- Jerom, professor Barabas, tante Sidonia, Odilon, Arthur, ridders van Morotari, butler, Pimmeke, Pammeke, Pummelos, Kloefers (reuzen)

## Het verhaal
De ridders van Morotari zijn bijeen in het hoofdkwartier. Jerom maakt bekend dat hij zijn taken als gouden stuntman overdraagt aan Odilon, hij wil zelf van wat vrije tijd genieten. 
Professor Barabas doet Jerom de tijmtrotter cadeau, een uitvinding waarmee men door de tijd kan reizen. Jerom vliegt over Turkije, Iran, Afghanistan en Tibet. Daar krijgt hij een ongeluk en vindt per toeval een ingevroren wezentje in een grot. Hij bevrijdt dit wezentje, dat zich voorstelt als Pimmeke. Hij komt uit de oertijd en wil graag terug naar zijn stam, de Pummelos. Jerom neemt het wezentje mee terug in de tijd, waar ze ontdekken dat de vader van Pimmeke is ontvoerd door de Kloefers. Ze zijn jaloers op zijn magische harp, waarmee hij tijdens volle maan de vruchten aan een boom kan laten groeien.
De Kloefers vallen de Pummelos aan en Jerom helpt hen in de strijd, die wordt gewonnen door de Pummelos. Jerom kan ook voorkomen dat de vulkaan uitbarst. De Kloefers komen later met een nog groter leger en nemen de gevangengenomen hoofdman mee. Het is de vader van Pimmeke en het lukt Jerom om hem te bevrijden. De Kloefers laten dan een draak los, maar Jerom weet ook dit wezen te verslaan. Dan barst de vulkaan opnieuw uit en Jerom kan het dorp redden. De Kloefers worden bedreigt door de lavastroom, waarna Jerom  hen ook te hulp schiet. De Kloefers zijn dankbaar en beloven vrede te sluiten met de Pummelos. Pammeke speelt 's nachts voor Jerom op de harp, waarna er weer vruchten groeien aan de boom. Jerom gaat niet op haar avances in en de volgende dag wordt ze verleid door een grote Kloefer. 
Jerom keert terug naar zijn eigen tijd en belandt in het bloemenperkje van tante Sidonia. 